# 古斯塔夫·赫茨费尔特
古斯塔夫·赫茨费尔特（德語：Gustav Hertzfeldt，1928年6月4日—2005年3月13日），德国政治家、记者、外交官，曾任东德驻华大使等职务。